# Jazyková norma
Jazyková norma  (zvyklost, konvence) je soubor uznávaných, ustálených jazykových prostředků a pravidel jejich užívání. Vytváří se postupně během procesu dorozumívání a pomalu se mění. Je ustálená, ale ne strnulá – zaručuje jednotnost jazyka.
Týká se pravopisu, výslovnosti a tvarosloví.